# Boletim do Centro Colonial de Lisboa
Boletim do Centro Colonial de Lisboa  publicou-se mensalmente  em Lisboa entre 1909 e 1918, sob a direção de  Paulo Monteiro Cancela.